# Płutowo
Płutowo – wieś w Polsce położona w województwie kujawsko-pomorskim, w powiecie chełmińskim, w gminie Kijewo Królewskie.
We wsi był przystanek kolejowy Płutowo.

## Podział administracyjny
W latach 1939–1945 położona była w okręgu Rzeszy Gdańsk-Prusy Zachodnie, w rejencji bydgoskiej (Regierungsbezirk Bromberg), w powiecie Chełmno (Kreis Kulm).
W latach 1975–1998 miejscowość administracyjnie należała do województwa toruńskiego.

## Demografia
Według Narodowego Spisu Powszechnego (III 2011 r.) wieś liczyła 338 mieszkańców. Jest szóstą co do wielkości miejscowością gminy Kijewo Królewskie.

## II wojna światowa
Jesienią 1939 r. w pałacu należącym niegdyś do rodziny Alvensleben niemieccy okupanci utworzyli prowizoryczny obóz koncentracyjny dla mieszkańców ziemi chełmińskiej. Ponad 200 więźniów zostało zamordowanych przez bojówkarzy Selbstschutzu w pobliskim leśnym parowie, usytuowanym wzdłuż drogi wiodącej do Szymborna.

W latach 1939 - 1942 nazwą wsi było Plutowo, lecz po przeprowadzonej zamianie nazw miejscowości w Okręgu Rzeszy Gdańsk-Prusy Zachodnie, w latach 1942 - 1945 nazywała się Plauthof. Pod okupacją niemiecką miejscowość ta posiadała statu majątek.

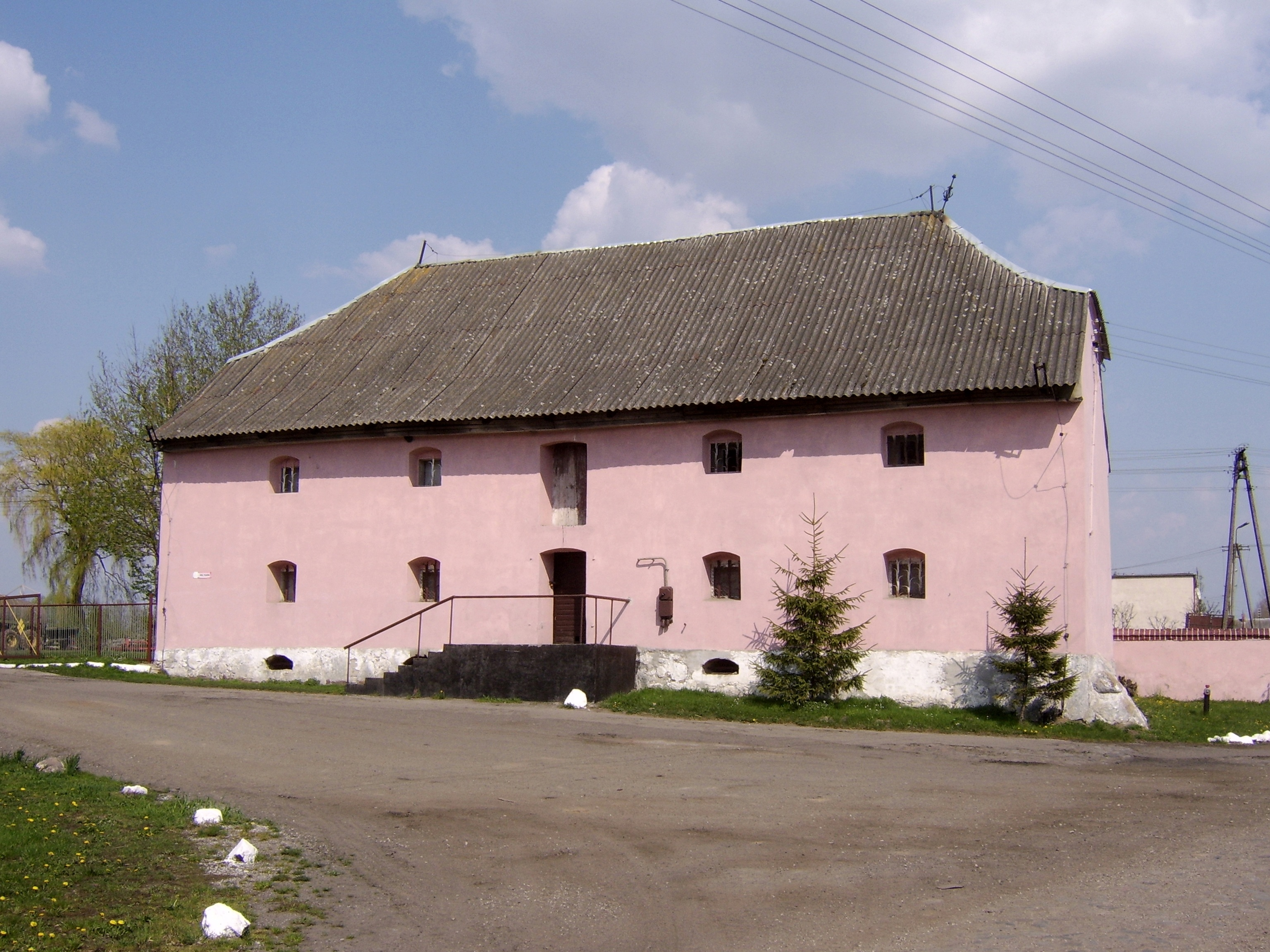
Spichrz folwarczny

## Zabytki
Według rejestru zabytków NID na listę zabytków wpisany jest spichrz folwarczny z 1 połowy XIX w., nr rej.: A/1163 z 19.08.1982.